# Мъже на честта
„Мъже на честта“ (на английски: Men of Honor) е американска драма от 2000 г. на режисьора Джордж Тилман-младши.
Участват Робърт де Ниро и Куба Гудинг Джуниър в ролята на Карл Брашир – първият афроамериканец, удостоен с военната квалификация „майстор гмуркач“, най-високата за подофицери във Военноморските сили на Съединените американски щати.

## Български дублаж
| Озвучаващи артисти  | Силвия Лулчева Васил Бинев Николай Николов Илиян Пенев Здравко Методиев |
| Преводач            | Иван Иванов                                                             |
| Тонрежисьор         | Наско Кашаров                                                           |
| Режисьор на дублажа | Албена Павлова                                                          |